# Campeonato Europeo de Natación
El Campeonato Europeo de Natación es la competición de los deportes acuáticos más importante a nivel europeo. Es organizado desde 1926 por la Liga Europea de Natación (LEN). A partir del año 1950 se empezó a realizar cada cuatro años. A partir de 1981 se realiza cada dos años y desde el año 2000 en los años pares.
El campeonato europeo se lleva a cabo en piscinas de 50 m de longitud en lo que respecta a las pruebas de natación. El programa de competición incluye pruebas de natación (diversos estilos y distancias, pruebas individuales y por relevos), saltos de trampolín y plataforma (individuales y por parejas), natación en aguas abiertas y natación sincronizada. El waterpolo formaba parte también de estos campeonatos hasta que se creó su propio campeonato en 1999. En algunas ocasiones las pruebas de aguas abiertas han sido realizadas en sedes y fechas distintas; estos casos están considerados por separado (ver Campeonato Europeo de Natación en Aguas Abiertas).
Existe también el Campeonato Europeo de Natación en Piscina Corta, en piscina de 25 m, que se celebra en el mes de diciembre de cada año impar y que solo contempla competiciones de natación.

## Ediciones
| Núm.    | Año  | Sede               | País                   |
| ------- | ---- | ------------------ | ---------------------- |
| I       | 1926 | Budapest           | Hungría                |
| II      | 1927 | Bolonia            | Italia                 |
| III     | 1931 | París              | Francia                |
| IV      | 1934 | Magdeburgo         | Alemania               |
| V       | 1938 | Londres            | Reino Unido            |
| VI      | 1947 | Montecarlo         | Mónaco                 |
| VII     | 1950 | Viena              | Austria                |
| VIII    | 1954 | Turín              | Italia                 |
| IX      | 1958 | Budapest           | Hungría                |
| X       | 1962 | Leipzig            | RDA                    |
| XI      | 1966 | Utrecht            | Países Bajos           |
| XII     | 1970 | Barcelona          | España                 |
| XIII    | 1974 | Viena Ámsterdam    | Austria · Países Bajos |
| XIV     | 1977 | Jönköping          | Suecia                 |
| XV      | 1981 | Split              | Yugoslavia             |
| XVI     | 1983 | Roma               | Italia                 |
| XVII    | 1985 | Sofía Oslo         | Bulgaria · Noruega     |
| XVIII   | 1987 | Estrasburgo        | Francia                |
| XIX     | 1989 | Bonn               | RFA                    |
| XX      | 1991 | Atenas             | Grecia                 |
| XXI     | 1993 | Sheffield          | Reino Unido            |
| XXII    | 1995 | Viena              | Austria                |
| XXIII   | 1997 | Sevilla            | España                 |
| XXIV    | 1999 | Estambul           | Turquía                |
| XXV     | 2000 | Helsinki           | Finlandia              |
| XXVI    | 2002 | Berlín             | Alemania               |
| XXVII   | 2004 | Madrid             | España                 |
| XXVIII  | 2006 | Budapest           | Hungría                |
| XXIX    | 2008 | Eindhoven          | Países Bajos           |
| XXX     | 2010 | Budapest           | Hungría                |
| XXXI    | 2012 | Debrecen Eindhoven | Hungría · Países Bajos |
| XXXII   | 2014 | Berlín             | Alemania               |
| XXXIII  | 2016 | Londres            | Reino Unido            |
| XXXIV   | 2018 | Glasgow            | Reino Unido            |
| XXXV    | 2021 | Budapest           | Hungría                |
| XXXVI   | 2022 | Roma               | Italia                 |
| XXXVII  | 2024 | Belgrado           | Serbia                 |
| XXXVIII | 2026 | París              | Francia                |

## Medalleros históricos
- Actualizados a Belgrado 2024.

### General
| Núm. | País                 | Oro  | Plata | Bronce | Total |
| ---- | -------------------- | ---- | ----- | ------ | ----- |
| 1    | Alemania             | 359  | 315   | 255    | 929   |
| 2    | Rusia                | 295  | 206   | 165    | 666   |
| 3    | Hungría              | 133  | 116   | 89     | 338   |
| 4    | Italia               | 126  | 157   | 198    | 481   |
| 5    | Reino Unido          | 114  | 119   | 141    | 374   |
| 6    | Francia              | 91   | 100   | 98     | 289   |
| 7    | Países Bajos         | 90   | 95    | 89     | 274   |
| 8    | Suecia               | 70   | 78    | 74     | 222   |
| 9    | Ucrania              | 69   | 73    | 70     | 212   |
| 10   | España               | 38   | 61    | 52     | 151   |
| 11   | Dinamarca            | 30   | 24    | 34     | 88    |
| 12   | Polonia              | 23   | 25    | 29     | 77    |
| 13   | Austria              | 17   | 20    | 24     | 61    |
| 14   | Rumania              | 14   | 26    | 32     | 72    |
| 15   | Finlandia            | 13   | 9     | 12     | 34    |
| 16   | Grecia               | 12   | 20    | 28     | 60    |
| 27   | República Checa      | 8    | 6     | 26     | 40    |
| 18   | Serbia               | 7    | 16    | 15     | 38    |
| 19   | Israel               | 7    | 6     | 12     | 25    |
| 20   | Noruega              | 6    | 9     | 5      | 20    |
| 21   | Bélgica              | 6    | 7     | 17     | 30    |
| 22   | Bielorrusia          | 5    | 10    | 17     | 32    |
| 23   | Irlanda              | 5    | 7     | 2      | 14    |
| 24   | Suiza                | 4    | 12    | 20     | 36    |
| 25   | Lituania             | 4    | 6     | 11     | 21    |
| 26   | Eslovaquia           | 3    | 11    | 4      | 18    |
| 27   | Bulgaria             | 3    | 4     | 9      | 16    |
| 28   | Croacia              | 2    | 7     | 7      | 16    |
| 29   | Eslovenia            | 2    | 5     | 10     | 17    |
| 30   | Turquía              | 2    | 1     | 5      | 8     |
| 31   | Portugal             | 1    | 1     | 5      | 7     |
| 32   | Bosnia y Herzegovina | 1    | 1     | 1      | 3     |
| 33   | Estonia              | 1    | 1     | 0      | 2     |
| 34   | Islas Feroe          | 0    | 3     | 0      | 3     |
| 35   | Islandia             | 0    | 2     | 1      | 3     |
| 36   | Armenia              | 0    | 0     | 1      | 1     |
|      | TOTAL                | 1561 | 1559  | 1558   | 4678  |

### Natación
| Núm. | País                 | Oro  | Plata | Bronce | Total |
| ---- | -------------------- | ---- | ----- | ------ | ----- |
| 1    | Alemania             | 261  | 216   | 170    | 647   |
| 2    | Rusia                | 140  | 113   | 97     | 350   |
| 3    | Hungría              | 114  | 97    | 75     | 286   |
| 4    | Italia               | 76   | 91    | 107    | 274   |
| 5    | Reino Unido          | 73   | 92    | 113    | 278   |
| 6    | Francia              | 70   | 64    | 64     | 198   |
| 7    | Países Bajos         | 65   | 82    | 74     | 221   |
| 8    | Suecia               | 62   | 58    | 65     | 185   |
| 9    | Ucrania              | 35   | 31    | 25     | 91    |
| 10   | Dinamarca            | 28   | 24    | 30     | 82    |
| 11   | España               | 23   | 26    | 28     | 77    |
| 12   | Polonia              | 22   | 24    | 27     | 73    |
| 13   | Rumania              | 13   | 25    | 32     | 70    |
| 14   | Finlandia            | 11   | 7     | 8      | 26    |
| 15   | Grecia               | 10   | 13    | 20     | 43    |
| 16   | Austria              | 9    | 10    | 12     | 31    |
| 17   | Israel               | 7    | 6     | 9      | 22    |
| 18   | República Checa      | 7    | 5     | 20     | 32    |
| 19   | Serbia               | 6    | 8     | 10     | 24    |
| 20   | Noruega              | 6    | 8     | 5      | 19    |
| 21   | Bélgica              | 6    | 7     | 14     | 27    |
| 22   | Bielorrusia          | 5    | 7     | 10     | 22    |
| 23   | Irlanda              | 5    | 7     | 1      | 13    |
| 24   | Suiza                | 4    | 8     | 11     | 23    |
| 25   | Lituania             | 4    | 6     | 11     | 21    |
| 26   | Eslovaquia           | 3    | 11    | 2      | 16    |
| 27   | Croacia              | 2    | 7     | 7      | 16    |
| 28   | Eslovenia            | 2    | 5     | 10     | 17    |
| 29   | Bulgaria             | 2    | 3     | 7      | 12    |
| 30   | Turquía              | 2    | 1     | 5      | 8     |
| 31   | Portugal             | 1    | 1     | 4      | 6     |
| 32   | Bosnia y Herzegovina | 1    | 1     | 1      | 3     |
| 33   | Estonia              | 1    | 1     | 0      | 2     |
| 34   | Islas Feroe          | 0    | 3     | 0      | 3     |
| 35   | Islandia             | 0    | 2     | 1      | 3     |
|      | TOTAL                | 1076 | 1070  | 1075   | 3221  |

### Saltos
| Núm. | País           | Oro | Plata | Bronce | Total |
| ---- | -------------- | --- | ----- | ------ | ----- |
| 1    | Rusia          | 80  | 69    | 57     | 206   |
| 2    | Alemania       | 74  | 73    | 61     | 208   |
| 3    | Reino Unido    | 27  | 21    | 22     | 70    |
| 4    | Italia         | 24  | 25    | 28     | 77    |
| 5    | Ucrania        | 18  | 22    | 34     | 74    |
| 6    | Francia        | 9   | 7     | 11     | 27    |
| 7    | Suecia         | 8   | 17    | 9      | 34    |
| 8    | Austria        | 5   | 6     | 5      | 16    |
| 9    | España         | 4   | 7     | 4      | 15    |
| 10   | Países Bajos   | 4   | 1     | 2      | 7     |
| 11   | Finlandia      | 2   | 2     | 4      | 8     |
| 12   | Dinamarca      | 2   | 0     | 4      | 6     |
| 13   | Hungría        | 1   | 5     | 7      | 13    |
| 14   | Checoslovaquia | 1   | 1     | 2      | 4     |
| 14   | Polonia        | 1   | 1     | 2      | 4     |
| 16   | Bulgaria       | 1   | 1     | 0      | 2     |
| 17   | Bielorrusia    | 0   | 2     | 5      | 7     |
| 18   | Suiza          | 0   | 2     | 0      | 2     |
| 19   | Noruega        | 0   | 1     | 0      | 1     |
| 20   | Armenia        | 0   | 0     | 1      | 1     |
| 20   | Irlanda        | 0   | 0     | 1      | 1     |
|      | TOTAL          | 261 | 263   | 259    | 783   |

### Saltos de gran altura
| Núm. | País     | Oro | Plata | Bronce | Total |
| ---- | -------- | --- | ----- | ------ | ----- |
| 1    | Rumania  | 1   | 1     | 0      | 2     |
| 2    | Alemania | 1   | 0     | 0      | 1     |
| 3    | Ucrania  | 0   | 1     | 0      | 1     |
| 4    | Italia   | 0   | 0     | 2      | 2     |
|      | TOTAL    | 2   | 2     | 2      | 6     |

### Aguas abiertas
| Núm. | País            | Oro | Plata | Bronce | Total |
| ---- | --------------- | --- | ----- | ------ | ----- |
| 1    | Alemania        | 19  | 16    | 14     | 49    |
| 2    | Italia          | 17  | 18    | 22     | 57    |
| 3    | Países Bajos    | 13  | 5     | 2      | 20    |
| 4    | Rusia           | 12  | 11    | 7      | 30    |
| 5    | Hungría         | 6   | 6     | 4      | 16    |
| 6    | Francia         | 4   | 11    | 12     | 27    |
| 7    | Grecia          | 1   | 2     | 2      | 5     |
| 8    | Reino Unido     | 1   | 1     | 0      | 2     |
| 9    | Ucrania         | 1   | 0     | 0      | 1     |
| 10   | España          | 0   | 4     | 5      | 9     |
| 11   | Suiza           | 0   | 1     | 0      | 1     |
| 12   | República Checa | 0   | 0     | 4      | 4     |
| 13   | Bulgaria        | 0   | 0     | 2      | 2     |
| 14   | Portugal        | 0   | 0     | 1      | 1     |
|      | TOTAL           | 74  | 75    | 75     | 224   |

### Natación sincronizada
| Núm. | País         | Oro | Plata | Bronce | Total |
| ---- | ------------ | --- | ----- | ------ | ----- |
| 1    | Rusia        | 58  | 8     | 1      | 67    |
| 2    | Ucrania      | 15  | 19    | 11     | 45    |
| 3    | Reino Unido  | 13  | 5     | 6      | 24    |
| 4    | España       | 11  | 23    | 13     | 47    |
| 5    | Francia      | 8   | 17    | 9      | 34    |
| 6    | Italia       | 4   | 23    | 34     | 61    |
| 7    | Países Bajos | 3   | 6     | 8      | 17    |
| 8    | Austria      | 3   | 4     | 6      | 13    |
| 9    | Alemania     | 2   | 6     | 6      | 14    |
| 10   | Grecia       | 1   | 5     | 6      | 12    |
| 11   | Suiza        | 0   | 1     | 9      | 10    |
| 12   | Bielorrusia  | 0   | 1     | 2      | 3     |
| 13   | Israel       | 0   | 0     | 3      | 3     |
| 14   | Eslovaquia   | 0   | 0     | 2      | 2     |
| 15   | Hungría      | 0   | 0     | 1      | 1     |
| 15   | Serbia       | 0   | 0     | 1      | 1     |
|      | TOTAL        | 118 | 118   | 118    | 354   |

### Waterpolo
- Este cuadro de medallas contempla sólo las competiciones de waterpolo realizadas dentro del Europeo de Natación, que desde 1999 se realizan por separado. Para el cuadro de medallas de todos los torneos, ver Campeonato Europeo de Waterpolo.

| Núm. | País         | Oro | Plata | Bronce | Total |
| ---- | ------------ | --- | ----- | ------ | ----- |
| 1    | Hungría      | 12  | 8     | 2      | 22    |
| 2    | Rusia        | 5   | 5     | 3      | 13    |
| 3    | Países Bajos | 5   | 1     | 3      | 9     |
| 4    | Italia       | 5   | 0     | 5      | 10    |
| 5    | Alemania     | 2   | 4     | 4      | 10    |
| 6    | Serbia       | 1   | 8     | 4      | 13    |
| 7    | Suecia       | 0   | 3     | 0      | 3     |
| 8    | España       | 0   | 1     | 2      | 3     |
| 8    | Francia      | 0   | 1     | 2      | 3     |
| 10   | Bélgica      | 0   | 0     | 3      | 3     |
| 11   | Austria      | 0   | 0     | 1      | 1     |
|      | TOTAL        | 30  | 31    | 29     | 90    |

1. 1 2 3 4 5  Incluye las medallas obtenidas por la RFA y la RDA entre 1949 y 1990.
2. 1 2 3 4 5  Incluye las medallas obtenidas por la URSS.
3. 1 2  Incluye las medallas obtenidas por Checoslovaquia.
4. 1 2 3  Incluye las medallas obtenidas por la RFS de Yugoslavia y la RF de Yugoslavia.